# Трудовое (Бухар-Жырауский район)
Трудово́е (каз. Трудовое) — село в Бухар-Жырауском районе Карагандинской области Казахстана, входит в состав Доскейского сельского округа. 

## География
Населённый пункт расположен в центре района, в 8,9 километрах (по автодороге) к юго-западу от административного центра сельского округа села Доскей, в 50 километрах к юго-западу от районного центра посёлка Ботакара и в 17,8 километрах к востоку от областного центра города Караганда. Соседние населённые пункты: Доскей в 2,5 километрах к северо-востоку, Караганда к западу. Транспортное сообщение осуществляется автомобильной дорогой областного значения КМ-14 «Караганда—Тогызкудук—Ботакара км 0-54». Абсолютная высота центра населённого пункта — 605 метров над уровнем моря.

## Население
| Численность населения | Численность населения | Численность населения | Численность населения |
| 1989                  | 1999                  | 2009                  | 2021                  |
| --------------------- | --------------------- | --------------------- | --------------------- |
| 353                   | ↘263                  | ↘231                  | ↗335                  |

национальный состав
Процентное соотношение численно-преобладающих национальностей села согласно переписи населения 1989 года:
| Национальность | Процентное соотношение |
| -------------- | ---------------------- |
| русские        | 32 %                   |
| казахи         | 31 %                   |
| другие         | 37 %                   |